# 장뤄난
장약남(중국어 간체자: 章若楠, 병음: Zhāng Ruònán, 1996년 11월 14일 ~ )은 중국의 배우이자 모델이다.
- 장약남은 저장성 원저우 러칭시에서 태어났지만 부모님이 허베이성 스자좡시에서 일을 하셨기 때문에 스자좡에서 초등학교를 다녔다.
- 사진 찍는 것을 좋아해서 웨이보에 사진을 자주 올렸다. 그녀의 친구가 캠퍼스 미인 대회에 나가는 것을 추천했고 최종 30위를 차지했다.
- 캠퍼스 미인 대회를 마친 후 한 옷가게 사장이 그녀에게 모델을 제의했고 그녀는 응했다. 그녀는 엄마와 함께 베이징에서 촬영하여 생애 처음으로 5,000위안이라는 큰돈을 벌었고 이후 패션 모델로서 많은 촬영을 했다. 종종 타오바오에서 모델을 했던 모습을 볼 수 있다.

## 드라마
| 연도   | 제목                                   | 역할               | 비고            |
| ------ | -------------------------------------- | ------------------ | --------------- |
| 2020년 | 수도갈망우견니(谁都渴望遇见你)         | 라계(罗溪)         |                 |
| 2020년 | 사야청자중: 내 사랑 사야님(师父请自重) | 담령음(谭玲音)     |                 |
| 2020년 | 가오카오2020(高考2020)                 |                    |                 |
| 2021년 | 호수취위(号手就位)                     | 양낙(梁诺)         |                 |
| 2021년 | 기지적상반장(机智的上半场)             | 황포숙민(黄埔淑敏) |                 |
| 2021년 | 여심리사(女心理师)                     | 우나(优娜)         |                 |
| 2022년 | 하돈적소가락(贺顿的小可乐)             |                    |                 |
| 2022년 | 빙란일편풍운기(凭栏一片风云起)         | 맹해당(孟海棠)     |                 |
| 2023년 | 조량니(照亮你)                         | 서래(徐来)         |                 |
| 2023년 | 치유계연인(治愈系恋人)                 | 소위안(苏为安)     |                 |
| 2024년 | 니야유금천(你也有今天)                 | 성요(成瑶)         |                 |
| 2024년 | 범인가(凡人歌)                         | 이효열(李晓悦)     |                 |
| 2025년 | 난홍(难哄)                             | 온이범(温以凡)     |                 |
| 미방영 | 영웅지(英雄志)                         | 경방(琼芳)         | 2023년 크랭크인 |
| 미방영 | 회수죽정(淮水竹亭)                     | 양안(杨雁)         | 2023년 크랭크인 |
| 미방영 | 우림령(雨霖铃)                         | 곽령롱(霍玲珑)     | 2024년 크랭크인 |

## 영화
| 연도   | 제목                                           | 역할           | 비고                                  |
| ------ | ---------------------------------------------- | -------------- | ------------------------------------- |
| 2018년 | 비상역류성하(悲伤逆流成河)                     | 고삼상(顾森湘) |                                       |
| 2018년 | 여과성음불기득(如果声音不记得)                 | 길택(吉择)     |                                       |
| 2021년 | 여름날 우리(你的婚礼)                          | 우영자(尤咏慈) | 한국 영화 너의 결혼식 리메이크        |
| 2021년 | 혁명자(革命者)                                 | 리성화(李星华) |                                       |
| 2023년 | 저마다년(这么多年)                             | 릉상천(凌翔茜) |                                       |
| 2023년 | 중국청년: 아화아적청춘(中国青年：我和我的青春) |                |                                       |
| 2023년 | 청별상신타(请别相信他)                         | 백나(白娜)     | 한국 영화 그녀를 믿지 마세요 리메이크 |
| 2023년 | 조명상점(照明商店)                             | 허념(许念)     | 한국 웹툰 조명가게 리메이크           |
| 미개봉 | 청아집2농야곡(晴雅集2泷夜曲)                   |                |                                       |

## 예능
| 연도             | 제목                                                                   | 비고                                   |
| ---------------- | ---------------------------------------------------------------------- | -------------------------------------- |
| 2019년 10월 26일 | 아취시연원지전봉대결: 나는배우다(我就是演员之巅峰对决)                 | 6화 게스트 출연                        |
| 2020년 1월 1일   | 2019궁극성전(2019国剧盛典)                                             | 시상식 참여                            |
| 2020년 10월 1일  | 2020국경헌례·호남위성남월량중추야(2020国庆献礼·湖南卫视蓝月亮中秋之夜) | 단편영화 '가오카오2020(高考2020)' 출연 |
| 2020년 12월 11일 | 핀둬둬12.12초평야(拼多多12.12超拼夜)                                   | 위대훈과 '爱的飞行日记‘ 가창           |
| 2020년 12월 19일 | 상신료·고궁(上新了·故宫) 시즌3                                         | 9화 게스트 출연                        |
| 2022년 4월 13일  | 송일백위녀해회가(送一百位女孩回家) 시즌5                               | 9화 게스트 출연                        |
| 2022년           | 중찬팅(中餐厅) 시즌6                                                   | 고정 게스트                            |
| 2022년           | 일기로영파(一起露营吧) 시즌1                                           | 고정 게스트(1-4화 및 9-10화 출연)      |
| 2023년 5월 26일  | 분포파(奔跑吧) 시즌 11                                                 | 6화 게스트 출연                        |
| 2024년 2월 9일   | 2024연춘절련환만회(2024年春节联欢晚会)                                 |                                        |

## 앨범
| 발매일          | 곡명       | 뮤직비디오 | 비고                                  |
| --------------- | ---------- | ---------- | ------------------------------------- |
| 2020년 5월 18일 | 友情以上   | 뮤직비디오 | 드라마 우정이상(友情以上) OST         |
| 2021년 8월 24일 | 我的形状   | 뮤직비디오 | 드라마 기지적상반장(机智的上班场) OST |
| 2025년 2월 16일 | 一切的一切 |            | 드라마 난홍(难哄) OST                 |

## 수상
| 연도             | 상 이름                                | 비고 |
| ---------------- | -------------------------------------- | ---- |
| 2019년 12월 17일 | 凤凰网时尚之选颁奖盛典年度时尚活力先锋 |      |
| 2021년 6월 12일  | 2021微博电影之夜年度潜力演员           |      |
| 2023년 12월 17일 | 腾讯视频星光大赏年度潜力电视剧演员     |      |

- 별명으로는 楠楠, 楠妹, 小章同学 등이 있다.
- 그녀의 할머니는 첫째 아이가 남자이길 바라셨기때문에 그녀의 이름이 하마터면 남자 아이를 뜻하는 '男'인 '章若男'이 될 뻔 했다.
- 반려동물의 이름은 苏打水(탄산수)이다. 수컷의 말티즈로 추정.
- 매년 최소 한 번은 한국으로 여행을 오는데 성수동에서 자주 목격된다.
- 평소 우스꽝스러운 표정으로 셀카를 찍어 웨이보에 자주 올린다.
- 공식적으로 팬덤명은 楠朋友에서 小印章으로 변경됐다.

1. ↑  杭州电子科技大学

- (중국어 간체) 장약남 - 시나 웨이보
- 장약남 - 인스타그램